# André Algarron
André Algarron, également connu sous son nom de plume Bernard Tourville, né le 11 mars 1909 à Orléans et mort le 7 février 1980 dans le 9e arrondissement de Paris, est un journaliste, traducteur et collaborateur français lors de la Seconde Guerre mondiale. 
Après la guerre, il est l'un des traducteurs d'Arthur Conan Doyle en français.

## Biographie

### Engagement et activités professionnelles
Membre de l'Action française à 18 ans, il travaille pour différents journaux avant d'entrer au service politique du quotidien Le Petit Parisien. Il se marie à Paris (7ème arrond.)  à Marie Rose REY, en avril 1935. À partir de 1938, il collabore à la radio Le Poste parisien. Sous l'Occupation, il dirige le service politique du Petit Parisien, un journal ouvertement favorable au régime de Vichy et aux nazis ; puis il devient en mars 1941 son rédacteur en chef adjoint. Il est également éditorialiste à Radio-Paris à partir de 1943. Il adhère au Parti populaire français (PPF) en 1942. 
Il exprime des opinions antisémites ; séduit par le parti nazi, il célèbre dans ses écrits dès 1941 « l'Europe nouvelle » dont la culture préserve du bolchévisme. 
Il s'enfuit en 1944 avec Jacques Doriot et se réfugie en Allemagne. Il dirige à partir d'août ou octobre 1944 Radio-Patrie, un « avatar de Radio-Paris » siégeant à Bad Mergentheim et contrôlée par le Parti populaire français,,. Le Petit Parisien poursuit sa publication en Allemagne, à l'instigation de Jacques Doriot, à partir de janvier 1945 ; Algarron y publie des articles.
Arrêté en mai 1945 après la capitulation allemande, il est emprisonné dans un camp autrichien près d'Innsbruck et est renvoyé en France début 1946, avec un autre journaliste collaborationniste, Pierre-Antoine Cousteau. Il est jugé et condamné à mort le 27 novembre 1946 par la Cour de justice de la Seine. Il affirme lors de son procès avoir collaboré par « patriotisme ».
En 1947, le président Vincent Auriol le gracie et sa peine est commuée en prison à vie. Il est libéré[Quand ?] à la suite des lois d'amnistie.

### Après la guerre
Il traduit ensuite des œuvres d'Arthur Conan Doyle, sous le pseudonyme de Bernard Tourville, et sous son vrai nom, il traduit la biographie de Doyle par John Dickson Carr.
Il meurt le 7 février 1980 dans le 9e arrondissement de Paris.

## Traductions
- Roy Chanslor, Johnny Guitare, Robert Laffont, 1955.
- John Dickson Carr, La Vie de Sir Arthur Conan Doyle, Robert Laffont, 1958.
- Sir John Barrow, Les Mutins du Bounty, Robert Laffont, 1961.

Sous le pseudonyme de Bernard Tourville :
- Les Aventures de Sherlock Holmes, Paris, Livre de poche, 1963, 439 p.
- Les Mémoires de Sherlock Holmes, Paris, Robert Laffont, 1975, 285 p.
- Le Chien des Baskerville, Paris, Robert Laffont, 1975, 199 p.